# Antoine Louis Decrest de Saint-Germain

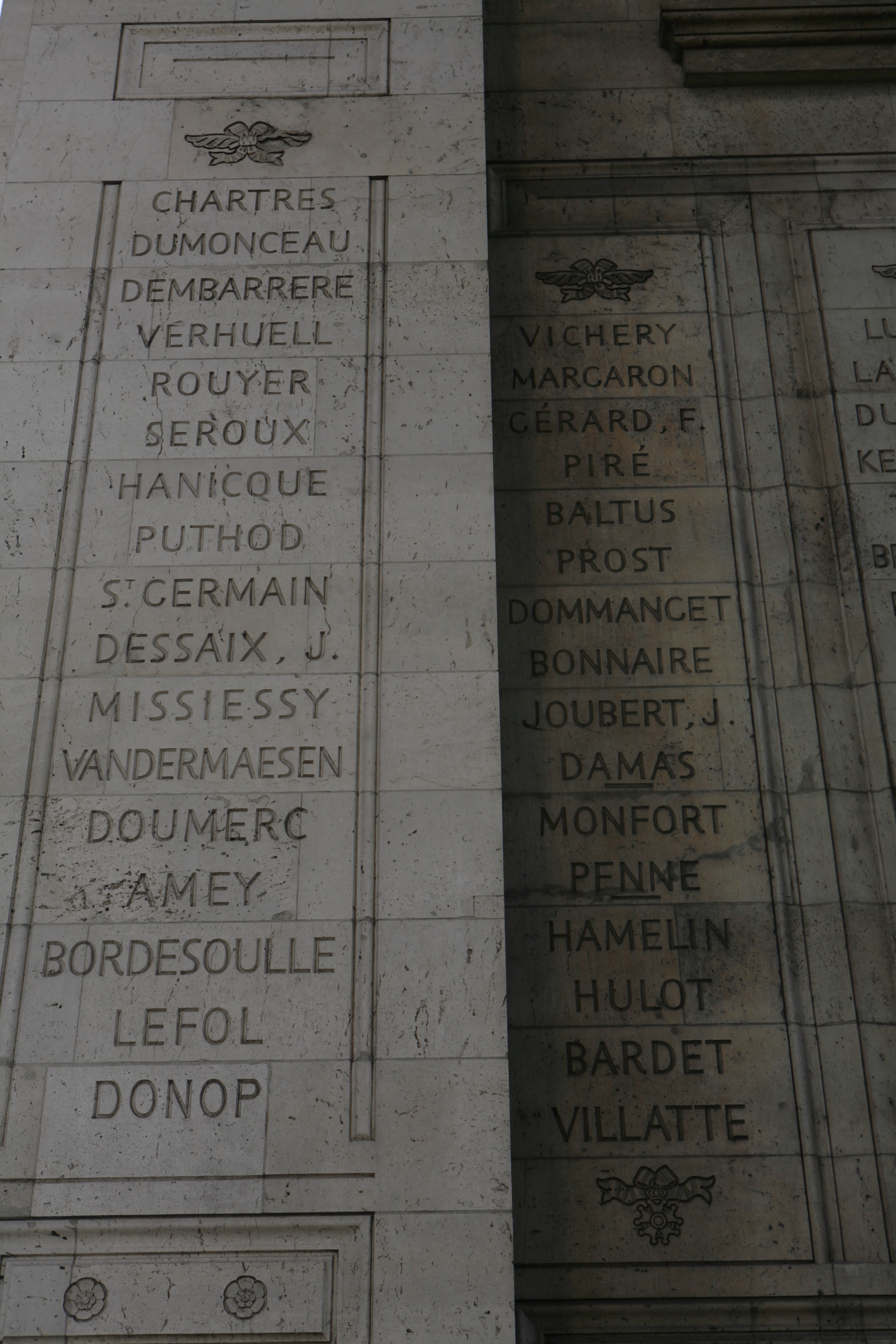
Arc de Triomphe, Nordpfeiler, Spalte 1

Antoine Louis Decrest de Saint-Germain (* 8. Dezember 1761 in Paris; † 4. Oktober 1835 in Neuilly-sur-Seine) war ein französischer Offizier der Revolutionskriege und General der Kavallerie unter Napoleon.
Decrest de Saint-Germain stammte aus adliger Familie und war ab 1778 in der Gendarmerie von Lunéville. 1781 war er Sous-lieutenant der Kavallerie, wurde aber wegen Disziplinarverstößen 1784 entlassen. Bei Ausbruch der Französischen Revolution eröffnete sich eine neue Karrierechance und er war ab 1790 in der Pariser Nationalgarde. Bei Ausbruch der Revolutionskriege 1792 war er Capitaine und diente in der Nordarmee und in der Ardennen-Armee. 1793 wurde er suspendiert und im April 1794 wegen seiner adligen Herkunft verhaftet und erst im August 1795 wieder in der Armee aufgenommen, als Colonel und Kommandant des 23e régiment de chasseurs à cheval. In den Rheinfeldzügen wurde er am 20. September 1796 durch eine Kanonenkugel am Fuß verwundet. In der Schlacht von Wiesbaden am 22. April 1797 wurde er erneut verwundet, diesmal am linken Arm. 1799 diente er in der Donau-Armee und 1800 in der Rhein-Armee. Am 3. Dezember 1800 diente er unter Michel Ney in der Schlacht von Hohenlinden.
Im April 1805 wurde er Général de brigade und diente in der schweren Kavallerie (Kürassiere) unter Étienne de Nansouty. Er nahm an den Feldzügen in Österreich, Preußen und Polen teil. Im Januar 1809 wurde er Baron d’Empire, nahm an der Schlacht von Aspern teil und wurde im selben Jahr Général de division. 1810 kehrte er mit seiner Division nach Frankreich zurück. 1812 nahm er am Russlandfeldzug teil und wurde in der Schlacht von Borodino verwundet. Im September 1813 wurde er Comte de l’Empire und nahm an der Schlacht bei Hanau teil. Auch in den Feldzügen in Frankreich 1814 zeichnete er sich durch die Führung verschiedener Kavallerieattacken aus. Seine Karriere setzte sich auch zunächst unter den Bourbonen fort und er wurde Generalinspektor der Kavallerie. Nach der Rückkehr Napoleons schloss er sich diesem wieder an und organisierte die Kavallerie der Alpen-Armee. Nach Napoleons Abdankung wurde er aus dem Militärdienst entlassen.
Er ist einer von 660 Personen, deren Namen auf dem Arc de Triomphe aufgeführt sind.
1804 wurde er Offizier der Ehrenlegion, 1807 Kommandant und 1814 Großoffizier. Ebenfalls 1814 wurde er Ritter von Saint-Louis.